# 西尉遗址
西尉遗址，位于山西省运城市新绛县横桥乡西尉村南250米，是中华人民共和国山西省文物保护单位之一。
1965年5月24日，授予山西省文物保护单位，是一座古遗址。